# Brasil Open
Brasil Open är en tennisturnering för herrar som spelas årligen i Brasilien. Turneringen startade 2001, är en del av kategorin 250 Series på ATP-touren och spelas utomhus på grus. Fram till 2011 spelades den i Costa do Sauípe, i delstaten Bahia. Från 2012 spelas den i São Paulo.

## Resultat

### Herrsingel
| År   | Mästare             | Finalist             | Resultat            |
| ---- | ------------------- | -------------------- | ------------------- |
| 2018 | Fabio Fognini       | Nicolás Jarry        | 1–6, 6–1, 6–4       |
| 2017 | Pablo Cuevas        | Albert Ramos Viñolas | 6–7(3–7), 6–4, 6–4  |
| 2016 | Pablo Cuevas        | Pablo Carreño Busta  | 7–6(7–4), 6–3       |
| 2015 | Pablo Cuevas        | Luca Vanni           | 6–4, 3–6, 7–6(7–4)  |
| 2014 | Federico Delbonis   | Paolo Lorenzi        | 4–6, 6–3, 6–4       |
| 2013 | Rafäl Nadal         | David Nalbandian     | 6–2, 6–3            |
| 2012 | Nicolás Almagro     | Filippo Volandri     | 6–3, 4–6, 6–4       |
| 2011 | Nicolás Almagro     | Alexandr Dolgopolov  | 6–3, 7–6 (7-3)      |
| 2010 | Juan Carlos Ferrero | Łukasz Kubot         | 6–1, 6–0            |
| 2009 | Tommy Robredo       | Thomaz Bellucci      | 6–3, 3–6, 6–4       |
| 2008 | Nicolas Almagro     | Carlos Moya          | 7–6(4), 3–6, 7–5    |
| 2007 | Guillermo Cañas     | Juan Carlos Ferrero  | 7–6(4), 6–1         |
| 2006 | Nicolás Massú       | Alberto Martín       | 6–3, 6–4            |
| 2005 | Rafael Nadal        | Alberto Martín       | 6–0, 6–7(2), 6–1    |
| 2004 | Gustavo Kuerten     | Agustín Calleri      | 3–6, 6–2, 6–3       |
| 2003 | Sjeng Schalken      | Rainer Schüttler     | 6–2, 6–4            |
| 2002 | Gustavo Kuerten     | Guillermo Coria      | 6–7(4), 7–5, 7–6(2) |
| 2001 | Jan Vacek           | Fernando Meligeni    | 2–6, 7–6(2), 6–3    |

### Herrdubbel
| År   | Mästare                               | Finalister                            | Resultat              |
| ---- | ------------------------------------- | ------------------------------------- | --------------------- |
| 2018 | Federico Delbonis Máximo González     | Wesley Koolhof Artem Sitak            | 6–4, 6-2              |
| 2017 | Rogério Dutra Silva André Sá          | Marcus Daniell Marcelo Demoliner      | 7–6(7–5), 5–7, [10–7] |
| 2016 | Julio Peralta Horacio Zeballos        | Pablo Carreño Busta David Marrero     | 4–6, 6–1, [10–5]      |
| 2015 | Juan Sebastián Cabal Robert Farah     | Paolo Lorenzi Diego Schwartzman       | 6–4, 6–2              |
| 2014 | Guillermo García-López Philipp Oswald | Juan Sebastián Cabal Robert Farah     | 5–7, 6–4, [15–13]     |
| 2013 | Alexander Peya Bruno Soares           | František Čermák Michal Mertiňák      | 6–7(5–7), 6–2, [10–7] |
| 2012 | Eric Butorac Bruno Soares             | Michal Mertiňák André Sá              | 3–6, 6–4, [10–8]      |
| 2011 | Marcelo Melo Bruno Soares             | Pablo Andújar Daniel Gimeno-Traver    | 7–6(7–4), 6–3         |
| 2010 | Pablo Cuevas Marcel Granollers        | Łukasz Kubot Oliver Marach            | 7–5, 6–4              |
| 2009 | Marcel Granollers Tommy Robredo       | Lucas Arnold Juan Monaco              | 6–4, 7–5              |
| 2008 | Marcelo Melo André Sá                 | Albert Montañés Santiago Ventura      | 4–6, 6–2, [10–7]      |
| 2007 | Lukáš Dlouhý Pavel Vízner             | Rubén Ramírez Hidalgo Albert Montañés | 6–2, 7–6(4)           |
| 2006 | Lukáš Dlouhý Pavel Vízner             | Mariusz Fyrstenberg Marcin Matkowski  | 6–1, 4–6, [10–3]      |
| 2005 | František Čermák Leoš Friedl          | José Acasuso Ignacio González King    | 6–4, 6–4              |
| 2004 | Mariusz Fyrstenberg Marcin Matkowski  | Tomas Behrend Leoš Friedl             | 6–2, 6–2              |
| 2003 | Todd Perry Thomas Shimada             | Scott Humphries Mark Merklein         | 6–2, 6–4              |
| 2002 | Scott Humphries Mark Merklein         | Gustavo Kuerten André Sá              | 6–3, 7–6(1)           |
| 2001 | Enzo Artoni Daniel Melo               | Gastón Etlis Brent Haygarth           | 6–3, 1–6, 7–6(5)      |

### Damsingel
| År   | Mästare             | Finalist          | Resultat      |
| ---- | ------------------- | ----------------- | ------------- |
| 2002 | Anastasija Myskina  | Eleni Danilidou   | 6–3, 0–6, 6–2 |
| 2001 | Monica Seles        | Nicole Pratt      | 6–2, 6–3      |
| 2000 | Meghann Shaughnessy | Iroda Tuljaganova | 7–6(2), 7–5   |

### Damdubbel
| År   | Mästare                             | Finalister                           | Resultat |
| ---- | ----------------------------------- | ------------------------------------ | -------- |
| 2002 | Virginia Ruano Pascual Paola Suarez | Emilie Loit Rossana De Los Rios      | 6–4, 6–1 |
| 2001 | Liezel Huber Lenka Nemeckova        | Evie Dominikovic Tamarine Tanasugarn | 6–0, 7–5 |
| 2000 | Lilia Osterloh Tamarine Tanasugarn  | Rita Grande Meghann Shaughnessy      | 7–5, 6–1 |